# Adrenalina 2. Pod napięciem
Adrenalina 2. Pod napięciem – amerykański film sensacyjny z 2009. Sequel filmu Adrenalina z 2006 roku.

## Obsada
- Jason Statham jako Chev Chelios
- Amy Smart jako Eve
- Jose Pablo Cantillo jako Ricardo Verona
- Efren Ramirez jako Venus
- Dwight Yoakam jako Doc Miles
- Reno Wilson jako Orlando
- Jay Xcala jako Alex
- Keone Young jako Don Kim